# 2433 Sootiyo
2433 Sootiyo је астероид главног астероидног појаса чија средња удаљеност од Сунца износи 2,605 астрономских јединица (АЈ).
Апсолутна магнитуда астероида је 11,8.